# 竹江村 (霞浦县)
26°46′38″N 119°57′10″E / 26.77722°N 119.95278°E
竹江村（直译为竹屿村），是中国福建省宁德市霞浦县沙江镇下辖的行政村，亦是一个基于海岛建立的行政村，坐落于东吾洋竹江岛之上，北临沙江镇沙江村。